# Międzybórz
Międzybórz, tyska: Neumittelwalde, före 1886 Medzibor, är en stad i sydvästra Polen, belägen i distriktet Powiat oleśnicki i östra delen av Nedre Schlesiens vojvodskap, omkring 60 kilometer nordost om Wrocław. Staden kallas även ibland Międzybórz Sycowski för att skilja den från ett antal mindre byar med samma namn i andra delar av Polen. Tätorten hade 2 365 invånare i juni 2014 och utgör centralort i en stads- och landskommun med totalt 5 152 invånare.

## Geografi
Międzybórz ligger i nordöstra utkanten av Nedre Schlesiens vojvodskap, på gränsen mot Storpolens vojvodskap. I kommunen ligger de östra utlöparna av Trzebnickiehöjderna, som här övergår i Ostrzeszowskiehöjderna. Staden omges av tät blandskog. Närmaste större stad är Oleśnica, omkring 30 kilometer åt sydväst.

## Historia
Orten tillhör historiskt landskapet Schlesien och låg mellan 1742 och 1945 i Preussen, 1871-1945 även som del av Tyskland. Mellan 1920 och 1939 var stadens järnvägsstation tysk gränsstation för järnvägen i riktning mot Warszawa. Enligt Potsdamöverenskommelsen 1945 avträdde Tyskland staden tillsammans med övriga områden öster om Oder-Neisselinjen till Polen.

## Kommunikationer
Międzybórz har en järnvägsstation på stambanan Wrocław–Kalisz–Łódź–Warszawa.